# Хижняк Антон Федорович
Анто́н Фе́дорович Хижня́к (8 грудня 1907, Зачепилівка — 15 жовтня 1993, Київ) — український письменник, журналіст та редактор.

## Життєпис
Народився 8 грудня 1907 року в селі Зачепилівка, Костянтиноградського повіту (тепер Зачепилівський район Харківської області). Закінчив Харківський педагогічний інститут; працював журналістом.
Перший його твір вийшов друком 1927 року. На початку 1930-х років працює редактором газети Красноградськоï МТС. 1941 року закінчив Харківський педагогічний інститут.
У березні 1944—1950 роках був відповідальним редактором Львівської обласної газети «Вільна Україна». У 1950—1961 роках був головним редактором «Літературної газети».
Помер восени 1993 року.

## Творчість
Автор збірок оповідань «Львівські оповідання» (1948), «Килимок» (1961), «Краса життя» (1962); п'єси «На Велику землю» (1949); повістей «Тамара» (1959), «Невгамовна» (1961), «Онуки спитають» (1963), «Нільська легенда» (1965), «Київська прелюдія» (1977); роману «Данило Галицький» (1951). Крім того, нариси, публіцистика тощо.

## Родина
Син — Хижняк Ігор Антонович — доктор історичних наук, доктор політичних наук, професор, академік Української академії політичних наук.
Донька — Вікторія (1929 р. н.) — етнограф, співробітниця Музею етнографії та художнього промислу та Інституту мистецтвознавства, фольклористики та етнології імені М. Т. Рильського, дружина відомого компартійного борця з «українським буржуазним націоналізмом» Валентина Маланчука. Онуки письменника виїхали до Москви у 2000-х роках.

## Визнання
За повість «Нільська легенда» одержав міжнародну премію ім. Гамаля Абделя Насера. Нагороджений орденами Трудового Червоного Прапора, «Знак Пошани», медалями.
Зачепилівський колгосп установив премію імені комбрига Якова Захаровича Покуса. Перша премія була вручена Антону Федоровичу Хижняку, а він передав її у фонд Миру.